# Chlotrudis Society for Independent Film
La Chlotrudis Society for Independent Film est une organisation à but non lucratif américaine basée à Boston (Massachusetts), aux États-Unis, et fondée en 1995.

## Rôle
Elle a pour but d'enseigner au public comment regarder des films activement à travers la discussion, l'éducation formelle et informelle, les discours, les festivals de cinéma, les projections et une collaboration spéciale. L'accent est mis sur le cinéma international et indépendant.

## Chlotrudis Awards
Elle remet chaque année  les Chlotrudis Awards, qui récompensent les meilleurs films indépendants de l'année.